# Paul Garcet
Paul Garcet (* 6. Januar 1901 in Koekelberg, einem Vorort von Brüssel; † 23. Januar 1945 in Dachau) war ein belgischer Arbeiterführer und Widerstandskämpfer.

## Leben
Garcet gründete zusammen mit dem Priester Joseph Cardijn und Fernand Tonnet die Christliche Arbeiterjugend in Belgien. Er wurde von den Nationalsozialisten als Widerstandskämpfer verhaftet und starb im Konzentrationslager Dachau in Gefangenschaft.